# Karl Merkatz
Karl Merkatz, né le 17 novembre 1930 à Wiener Neustadt (Basse-Autriche) et mort le 4 décembre 2022 à Straßwalchen (Salzbourg), est un acteur autrichien.

## Biographie
Ce fils d'un pompier fait d'abord un apprentissage en menuiserie. Il étudie ensuite la comédie à Salzbourg, Vienne et Zürich et obtient son examen au Mozarteum. Il a des engagements dans les théâtres de Heilbronn, Nuremberg, Salzbourg, Cologne, Hambourg, Munich et Vienne (Theater in der Josefstadt).
À Heilbronn, il rencontre Martha Metz qu'il épousera en 1956.
Karl Merkatz a joué de nombreux rôles au cinéma et à la télévision. Il se fait connaître dans la série Ein echter Wiener geht nicht unter (de). Son plus grand succès est le film Der Bockerer, où il joue un boucher résistant au nazisme, dans l'après-guerre, lors de l'insurrection de Budapest et du Printemps de Prague.
À partir de 2005, il joue au théâtre dans König Ottokars Glück und Ende et Jedermann au Festival de Salzbourg.

## Filmographie partielle
Cinéma
- 1981: Der Bockerer
- 1987: Der Joker (de)
- 1996: Der Bockerer II – Österreich ist frei (de)
- 1996: Der Unfisch
- 1998: Drei Herren (de)
- 2000: Der Bockerer III – Die Brücke von Andau (de)
- 2003: Zwei Väter einer Tochter
- 2003: Der Bockerer IV – Prager Frühling (de)
- 2003: Summer with the Ghosts
- 2008: Echte Wiener – Die Sackbauer-Saga (de)
- 2010: Echte Wiener 2 – Die Deppat’n und die Gspritzt’n (de)
- 2011: Anfang 80

Téléfilms
- 1975: Jakob der Letzte
- 1997: Das ewige Lied
- 2002: Ein Hund kam in die Küche
- 2008: Le Secret du Loch Ness

Séries télévisées
- 1975-1979: Ein echter Wiener geht nicht unter (de)
- 1986: Irgendwie und Sowieso (de)
- 1993: Rosamunde Pilcher: Stürmische Begegnung
- 1992: Un cas pour deux: Intime conviction
- 1994: Der Spritzen-Karli
- 1999: Der Bulle von Tölz (de): Tod am Hahnenkamm
- 2009: Lasko, le protecteur

## Récompenses et distinctions
- Festival international du film de Moscou 1981 : prix du meilleur acteur pour Die Bockerer
- Deutscher Filmpreis 1982 : prix du meilleur acteur pour Die Bockerer
- Festival des films du monde de Montréal 2012 : prix du meilleur acteur pour Anfang 80
- Prix du film autrichien 2013 (de) : prix du meilleur acteur pour Anfang 80